# خالد بن محمد السليمان
خالد بن محمد بن عقيل السليمان، مدير معهد أبحاث الطاقة الذرية. ونائب رئيس مدينة الملك عبد الله للطاقة الذرية والمتجددة ، حصل على درجة الدكتوراه في الهندسة الميكانيكية، فرع العلوم الحرارية، من جامعة كاليفورنيا في سانتا باربارا عام 1987، وحقق خلال مسيرته العملية عددا من الانجازات الوطنية وتقلد مجموعة من المناصب القيادية.

## السيرة الذاتية
حصل خالد السليمان على درجة الدكتوراه في الهندسة الميكانيكية، فرع العلوم الحرارية، من جامعة كاليفورنيا في سانتا باربارا عام 1987 ودرجتي الماجستير والبكالوريوس في نفس التخصص من جامعة ويسكونسن في الولايات المتحدة الأمريكية عامي 1982 و 1980. حقق خلال مسيرته العملية عددا من الانجازات الوطنية وتقلد مجموعة من المناصب القيادية. بدأ حياته العملية في عام 1988 م حيث إنضم إلى مدينة الملك عبدالعزيز للعلوم والتقنية، وعين في عام 1989 مديرا لمعهد أبحاث الطاقة الذرية، وأدار المعهد لأكثر من عشرة أعوام، ثم عين في عام 2000 مديرا لمركز التطويرالتقني ورئيسا لفريق إعداد الخطة الوطنية للعلوم والتقنية بعيدة المدى إلى إقرار الخطة والشروع في تنفيذها. في عام 2005 عين وكيل وزارة التجارة والصناعة لشؤون الصناعة حيث قاد إنجاز الاستراتيجية الوطنية للصناعة 2020، واستمر في هذا الموقع حتى عام 2010 حيث صدر أمر ملكي بتعيينه نائبا لرئيس مدينة الملك عبد الله للطاقة الذرية والمتجددة، وهي المؤسسة التي تم انشاؤها في ذلك العام، واستمر في هذا الموقع حتى مارس 2014. خلال مسيرته العملية شارك في عضوية عدد من مجالس الإدارات، منها الهيئة الملكية لجبيل وينبع، والهيئة العامة للاستثمار، وصندوق التنمية الصناعية السعودي، وهيئة المدن الصناعية ومناطق التقنية ( مدن )، والمؤسسة العامة للتدريب التقني والمهني، وصندوق تنمية الموارد البشرية، ومجلس الأمناء والمجلس التنفيذي لمؤسسة الملك عبد العزيز ورجاله للموهبة والإبداع ( موهبة )، ومجلس البيئة السعودي، واللجنة الوطنية لألية للتنمية النظيفة، ومجلس إدارة جائزة الملك عبد العزيز للجودة، ومجلس إدارة جائزة المراعي للابتكار العلمي، ومجلس إدارة البرنامج الوطني لتطوير التجمعات الصناعية . له كتابان وأكثر من 30 مقالة علمية مُحَكمة.